# 1937年の宝塚歌劇公演一覧
本項目では、1937年の宝塚歌劇公演一覧（1937ねんのたからづかかげきこうえんいちらん）について示す。

## 一覧
（）内は、作者または演出者名。

### 宝塚公演

#### 星組
- 1月1日 - 1月31日　宝塚大劇場
  - 『雲雀山』（小野晴通）　　
  - 『櫻吹雪』（久松一聲）
  - 『世界の唄』（須藤五郎　案、中西武夫　脚本）

#### 雪組
- 1月1日 - 1月17日　宝塚中劇場
  - 『紅薔薇の城』（東信一）　
  - 『黄金の初夢』（坪井正直）
  - 『セレナーデ』（堀正旗）

#### 花組
- 2月1日 - 2月28日　宝塚大劇場	
  - 『プリマ・ドンナ』（堀正旗）　　
  - 『パパさん』（坪井正直）
  - 『寳塚をどり暦』（水田茂）

#### 星組
- 2月7日 - 2月21日　宝塚中劇場	
  - 『佐保姫』（小野晴通）
  - 『サーカス』（岩村和雄）
  - 『ねゝ姫様』（久松一聲）
  - 『アルルの女』（白井鐡造）

#### 月組
- 3月1日 - 3月31日　宝塚大劇場	
  - 『戀に破れたるサムライ』（小林一三　作、坪内士行・水田茂　演出）
  - 『マグノリア』（東郷静男）

#### 花組
- 3月7日 - 3月21日　宝塚中劇場	
  - 『古波陀乙女』（首藤嘉子　作、水田茂　改修・振付）　　
  - 『シャンソン・ド・パリ』（東郷静男）　　
  - 『から騒ぎ』（坪井正直）　　
  - 『チョコレート中尉』（岡田恵吉）

#### 雪組
- 4月1日 - 4月30日　宝塚大劇場	
  - 『春のをどり』（楳茂都陸平）
  - 『プレリュード』（楳茂都陸平）
  - 『ブライア・ローズ』（中西武夫）

#### 星組
- 5月1日 - 5月31日　宝塚大劇場	
  - 『鬼子母』（久松一聲）
  - 『南部拾遺』（小野晴通）
  - 『マンハッタン・リズム』（宇津秀男）

#### 花組
- 6月1日 - 6月30日　宝塚大劇場
  - 『キネマ狂躁曲』（坪井正直）　　
  - 『楊桺記』（水田茂）
  - 『メキシコの花』（須藤五郎　案、横田邦造　脚本）

#### 月組
- 7月1日 - 7月31日　宝塚大劇場	
  - 『竹取後日物語』（久松一聲）　　
  - 『蚊やり火』（楳茂都陸平）
  - 『黎明』（堀正旗）

#### 花組
- 7月10日 - 7月25日　宝塚中劇場	
  - 『楊桺記』（水田茂）　
  - 『臺所の姫君』（加藤忠松　作、二宮秀　演出）
  - 『南蠻寺記』（小野晴通）
  - 『太陽の唄』（松田武　作、東郷静男　演出）

#### 雪組
- 8月1日 - 8月31日　宝塚大劇場	
  - 『冷泉爲恭』（小野晴通）　　
  - 『淺間嶽』（竹原光三）
  - 『ハワイ・ニューヨーク』（宇津秀男）

#### 月組
- 8月7日 - 8月22日　宝塚中劇場	
  - 『釆女禮讃』（小野晴通）　　
  - 『海』（吉富一郎）
  - 『フラスキータ』（加藤忠松）
  - 『大江戶小唄双紙』（坪井正直）

#### 星組
- 9月1日 - 9月30日　宝塚大劇場	
  - 『將門の首』（竹原光三）　
  - 『桶の村』（久松一聲）
  - 『歌へモンパルナス』（東郷静男）

#### 雪組
- 9月8日 - 9月23日　宝塚中劇場	
  - 『淺間嶽』（竹原光三）　
  - 『水仙』（坪内士行）
  - 『山の秋』（本多和子　作、坪井正直　改修・振付）
  - 『ジャズ・カレッヂ』（加藤忠松）

#### 花組
- 10月1日 - 10月31日　宝塚大劇場	
  - 『出世の牛若』（久松一聲）　　
  - 『仇討』（水田茂）
  - 『寶石パレード』（中西武夫）

#### 星組
- 10月8日 - 10月24日　宝塚中劇場	
  - 『雨』（加藤忠松）
  - 『鐘を燒く男』（久松一聲）
  - 『現實・夢・現實』（岡田恵吉）
  - 『皇國のために』（堀正旗）

#### 月組
- 11月1日 - 11月30日　宝塚大劇場	
  - 『砲煙』（岡田恵吉）
  - 『龍刀』（水田茂）
  - 『たからじぇんぬ』（白井鐡造）

#### 花組
- 11月6日 - 11月23日　宝塚中劇場	
  - 『仇討』（水田茂）
  - 『ラヂオ體操』（宝塚文芸部）
  - 『木村重成の妻』（小野晴通）
  - 『プリムローズ』（加藤忠松）

#### 雪組
- 12月1日 - 12月28日　宝塚中劇場	
  - 『山伏攝侍』（坪井正直）
  - 『光は東方より』（東郷静男）

### 東京公演

#### 月組
- 1月1日 - 1月31日　東京宝塚劇場
  - 『戀に破れたるサムライ』（小林一三　作、坪内士行　演出）
  - 『ゴンドリア』（東郷静男）

#### 雪組
- 2月3日 - 2月24日　東京宝塚劇場
  - 『紅薔薇の城』（東信一）
  - 『黄金の初夢』（坪井正直）
  - 『セレナーデ』（堀正旗）

#### 星組
- 2月27日 - 3月29日　東京宝塚劇場
  - 『アルルの女』（白井鐡造）
  - 『になひ文』（水田茂）
  - 『世界の唄』（須藤五郎　案、中西武夫　脚本）

#### 花組
- 4月1日 - 4月25日　東京宝塚劇場
  - 『プリマ・ドンナ』（堀正旗）
  - 『パパさん』（坪井正直）
  - 『寶塚をどり暦』（水田茂）

#### 月組
- 4月28日 - 5月30日　東京宝塚劇場
  - 『忠臣蔵いろは帳』（久松一聲）
  - 『マグノリア』（東郷静男）

#### 雪組
- 6月2日 - 6月28日　東京宝塚劇場
  - 『ブライア・ローズ』（中西武夫）
  - 『扇拍子』（楳茂都陸平）
  - 『バービーの結婚』（中西武夫）

#### 星組
- 7月1日 - 8月1日　東京宝塚劇場
  - 『南都拾遺』（小野晴通）
  - 『素襖落』（水田茂）
  - 『マンハッタン・リズム』（宇津秀男）

#### 花組
- 8月4日 - 8月29日　東京宝塚劇場
  - 『少年航空兵』（海野啓一　作、宇津秀男　演出）
  - 『火吹竹参内』（久松一聲）
  - 『メキシコの花』（須藤五郎　案、横田邦造　脚本）

#### 月組
- 9月1日 - 10月3日　東京宝塚劇場
  - 『紅日傘』（水田茂　演出）
  - 『砲煙』（岡田恵吉）
  - 『アラビアの王子』（堀正旗）

#### 雪組
- 10月6日 - 11月3日　東京宝塚劇場
  - 『ラヂオ体操』（宝塚文芸部）
  - 『勧進帳』（楳茂都陸平）
  - 『ハワイ・ニューヨーク』（宇津秀男）

#### 星組
- 11月6日 - 11月30日　東京宝塚劇場
  - 『歌へモンパルナス』（東郷静男）
  - 『南京爆撃隊』（堀正旗・宇津秀男）

### 宝塚・東京以外の公演
- 星組　4月1日 - 4月13日　名古屋宝塚劇場
  - 『アルルの女』（白井鐡造）
  - 『ねゝ姫様』（久松一聲）
  - 『になひ文』（水田茂）
  - 『世界の唄』（中西武夫　脚本）

- 月組　4月2日 - 4月13日　京都宝塚劇場
  - 『若き日のハイネ』（加藤忠松）
  - 『棒しばり』（水田茂）
  - 『銀の輪』（宝塚洋舞研究会）
  - 『寶塚むすめ祭』（水田茂）

- 花組　4月28日 - 5月8日　横浜宝塚劇場
  - 『から騒ぎ』（坪井正直）
  - 『人格者』（堀正直）
  - 『無間の鏡』（坪井正直）
  - 『チョコレート中尉』（岡田恵吉）

- 合同　12月9日 - 12月26日　大阪・北野劇場
  - 『壽式三番叟』（楳茂都陸平）
  - 『太陽の唄』（東郷静男　演出）
  - 『新版忠臣蔵』（水田茂）